# Eihō-ji
Eihō-ji (永保寺) est un temple bouddhiste zen de l'école Rinzai situé au nord de Tajimi, préfecture de Gifu au Japon.
Eihō-ji est fondé en 1313 par la branche Nanzen-ji du bouddhisme zen Rinzai. Les jardins du temple hébergent un certain nombre de stagiaires de zazen et le temple organise régulièrement des séances de zazen ouvertes au grand public. Outre les bâtiments répertoriés comme trésors nationaux du Japon, le site comprend un étang, un pont, une chute d'eau et un jardin zen traditionnel.
Le 10 septembre 2003, un des principaux quartiers d'habitation est détruit par un incendie. Après une campagne de financement menée par les résidents de Tajimi, la restauration se termine le 29 août 2007.

## Galerie d'images

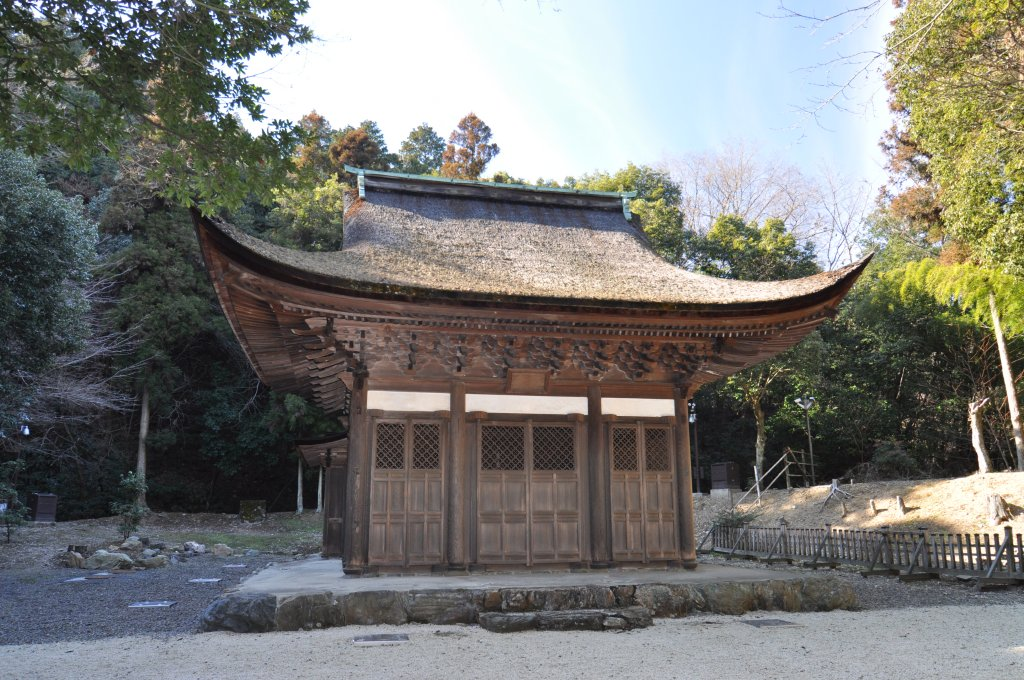
Bâtiment d'origine, trésor national.
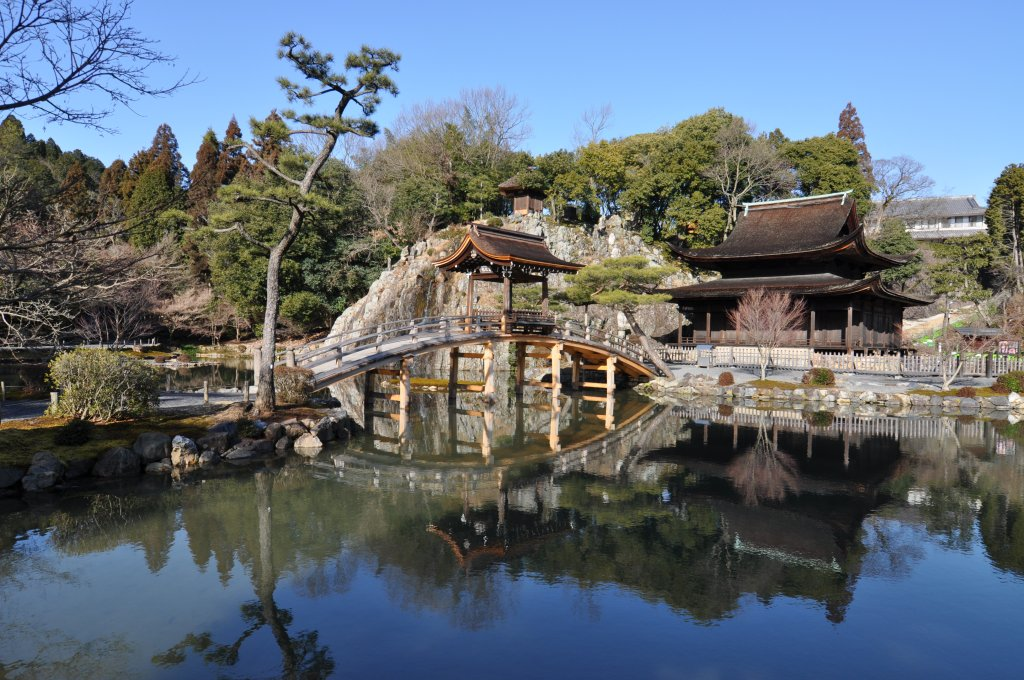
Pont du jardin sous protection permanente, fait partie de la liste des paysages remarquables.
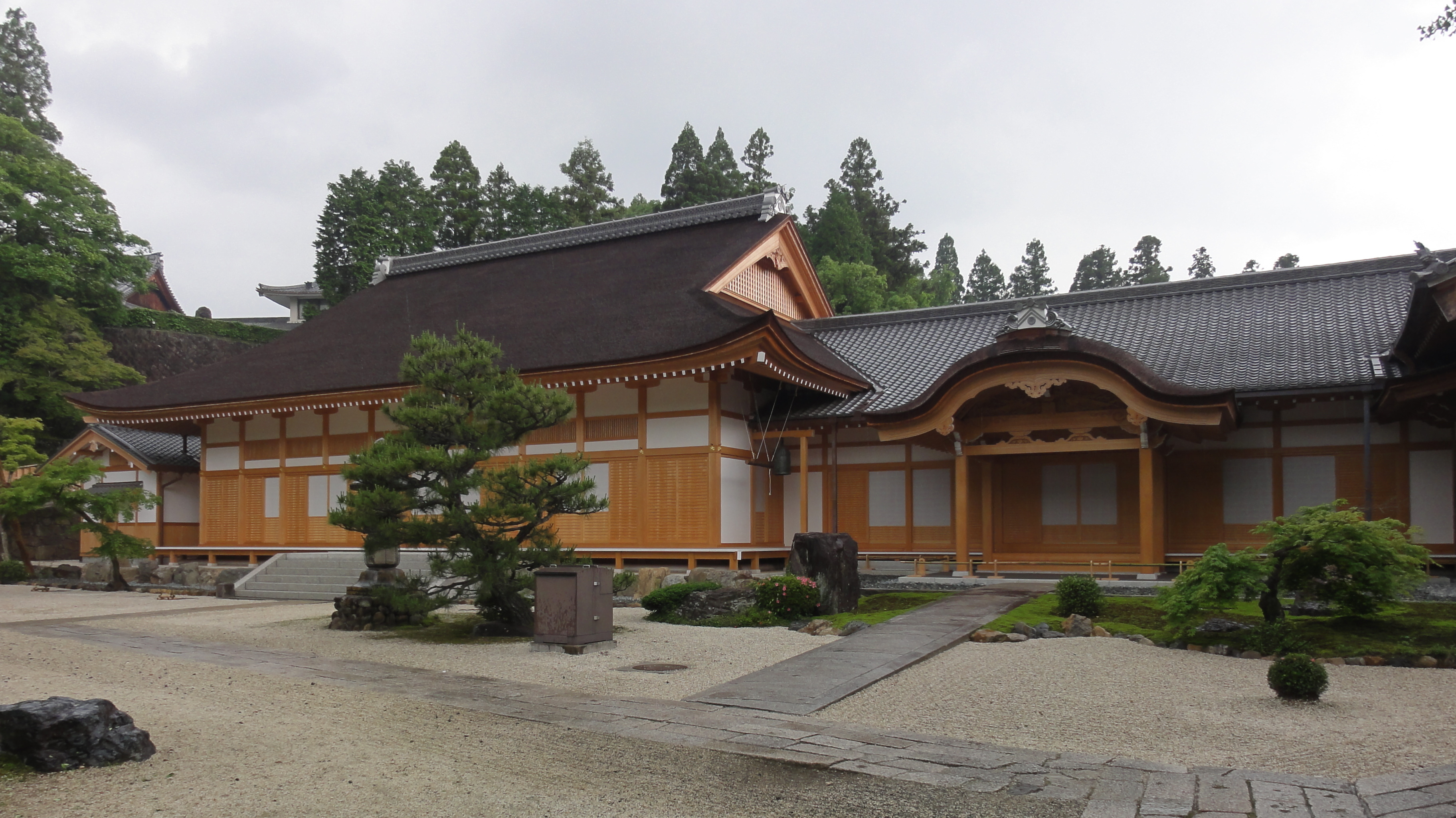
Hon-dō (bâtiment principal).